# Pica (gedrag)
De medische term pica staat voor de zucht naar het consumeren van niet-eetbare dingen, zoals aarde, haar, steentjes, munten of verfschilfers die van houtwerk worden gepeuterd. Ook het eten van grote hoeveelheden onbewerkt, ongekookt of rauw voedsel wordt als pica gezien, bijvoorbeeld rauwe eieren, rauwe aardappelen, ijs, ongekookte rijst, meel, zout, suiker enz. De patiënten vertonen geen afkeer van gewoon voedsel.

## Etymologie
De naam pica komt van de Latijnse naam van de ekster (Pica pica), een vogel die ook bijna alles eet.

## Oorzaken
Een eenduidige oorzaak voor pica is nog niet aangetoond. Een hypothese stelt dat dit vaker voorkomt bij ijzeranemie (ferriprieve anemie). Het eten van bepaalde ijzerrijke grondsoorten zou dan gebeuren in functie van lichamelijke behoeften.
Een verhoogd risico voor pica wordt geassocieerd met armoede, verwaarlozing, gebrek aan ouderlijk gezag en een vertraagde ontwikkeling. In een ontwikkelingsfase bij jonge kinderen, bekend als de orale fase, is het normaal om allerlei dingen in de mond te stoppen. Ook bij vele vormen van mentale beperking ziet men dit gedrag.
Binnen sommige Afrikaanse volkeren bestaat een culturele traditie een bepaald soort klei te eten. Men vermoedt dat deze klei eventuele schadelijke alkaloïden uit hun voedsel kan inkapselen en afvoeren, als een soort chelatietherapie. Meer bepaald gaat het daarbij om het eten van kalebaskalk, meestal van kalksteenachtige kaoliniet of kaolien. De stof wordt door zwangere vrouwen gegeten, onder meer omdat het materiaal neutraliserend werkt bij zwangerschapsmisselijkheid, maar de stof bevat vaak gifstoffen en vooral lood, dat vroeggeboorten in de hand werkt en bij het kind kan leiden tot loodvergiftiging, met gezondheidsschade en ontwikkelingsstoornis als gevolg.
Eigenaardiger nog is de dwangmatige behoefte tot het eten van aarde, als een symptoom van besmetting met een mijnworm. De parasiet lijkt zo zijn eigen cyclus van besmetting in gang te houden.

## Voorkomen
Pica komt waarschijnlijk onder alle lagen van de bevolking en alle leeftijden voor. (Kleine) kinderen, zwangere vrouwen en personen met een mentale beperking zijn hoogstwaarschijnlijk extra gevoelig voor pica. Er wordt eveneens vermoed dat pica in ontwikkelingslanden vaker voorkomt dan in ontwikkelde landen. Cultuur en vooral ook ondervoeding zouden hier een rol spelen. Hieronder volgt een aantal schattingen voor specifieke groepen:
- 8,1 % bij zwangere Afro-Amerikaanse vrouwen;
- 8,6 % bij zwangere Saoedische vrouwen;
- Respectievelijk 21,8 % en 25,8 % bij twee groepen bewoners van verzorgingstehuizen voor personen met een mentale beperking;
- Respectievelijk 63,7 % en 74 % bij twee Afrikaanse populaties.

Ook dieren, met name honden, kunnen pica vertonen.

## Voorbeelden
De volgende voorbeelden van pica zijn geconstateerd. Sommige soorten zijn relatief onschuldig, maar andere brengen grote gezondheidsrisico's met zich mee.
- het consumeren van zetmeel (amylofagie)
- het consumeren van ontlasting (coprofagie) of urine (urofagie)
- het consumeren van aarde, zand, klei of kalk (geofagie)
- het consumeren van glas (hylofagie)
- het consumeren van slijm (mucofagie)
- het consumeren van sneeuw of ijs (pagofagie)
- het consumeren van haar of wol (trichofagie, Rapunzelsyndroom)
- het consumeren van hout of papier (xylofagie)
- het consumeren van metaal
- het consumeren van verfschilfers.

Peuters eten vaker verfschilfers en haar of wol; oudere kinderen vaker zand, uitwerpselen van dieren, insecten of bladeren. Pubers en volwassenen eten vaker aarde en klei.
Voorbeelden die de media haalden:
- Een Franse man moest in 2002 worden geopereerd omdat hij 5,5 kilo munten had gegeten over een periode van tien jaar. De ophoping van de munten in de maag leidde tot buikpijn en het niet meer kunnen eten door obstructie van de maag, waarbij de maag bovendien tot op de heupen was gezakt door het grote gewicht van de munten. Ondanks de operatie overleed hij aan de complicaties.[2]
- Een Chinees meisje kreeg in 2008 enige mediabelangstelling omdat ze grote hoeveelheden fijn zand at.[3]

## Gezondheidsrisico's
Pica kan een relatief onschuldig karakter hebben wanneer het kleine hoeveelheden betreft van zaken die door het lichaam onverteerd worden uitgescheiden. Problemen kunnen echter ontstaan wanneer de ingeslikte zaken vergiften of ziekteverwekkers bevatten, of tot obstructie of beschadiging van de darmen leiden. Voorbeelden van risico's geassocieerd met specifieke zaken zijn:
- Haar, wol en metalen voorwerpen kunnen zich in de maag of darmen ophopen en daardoor tot obstructie leiden. Het consumeren van haar of wol leidt vaak tot een bezoar of trichobezoar, een haarbal in de maag.
- Het eten van uitwerpselen kan tot infecties leiden. Dit geldt ook voor de consumptie van met uitwerpselen of micro-organismen besmette grondsoorten, rauw voedsel, en planten.
- Het eten van verfschilfers kan bij gebruik van loodhoudende verf tot loodvergiftiging leiden. Sinds verven in Nederland geen lood meer mogen bevatten, leidt pica bij kinderen nauwelijks meer tot loodvergiftiging en staat dit gedragsprobleem minder vaak in de schijnwerpers. Ook grondsoorten kunnen besmet zijn met zware metalen en andere vergiften.
- Een batterij of een knoopcel kan in het lichaam gaan lekken zodat de giftige inhoud (zware metalen en geconcentreerd zwavelzuur) vrijkomen.
- Het eten van een magneet en een stuk staal of twee magneten kan leiden tot verwondingen aan de darm, als deze elkaar aantrekken in twee verschillende delen van de darm. Het kwetsbare darmslijmvlies dat tussen de elkaar aantrekkende voorwerpen in de knel zit kan dan scheuren.
- Het eten van insecten, planten en bladeren kan leiden tot vergiftiging als deze planten of insecten giftig zijn. Bovendien geldt ook hier dat deze zaken besmet kunnen zijn met micro-organismen waardoor ze infecties kunnen veroorzaken.
- Geconsumeerd glas en andere zaken met scherpe kanten (vorken, messen, spijkers) kunnen de maag- en darmwand beschadigen of zelfs perforeren.
- Het consumeren van sneeuw en ijs veroorzaakt diarree.

Naast de gezondheidsrisico's loopt de patiënt het risico in een sociaal isolement terecht te komen door het door de omgeving als abnormaal bestempelde gedrag.

## Behandeling
Pica is meestal ongewenst en moet dan behandeld worden. Picapatiënten worden meestal gescreend om te achterhalen wat de oorzaak is en of deze fysiek of mentaal is. In principe richt men zich erop om primair te proberen de achterliggende oorzaak weg te nemen en secundair het abnormale eetgedrag te bestrijden.
In het eerste geval is de oorzaak meestal ondervoeding of een gebrek aan ijzer of een ander metaal. Wanneer men dan deze problemen verhelpt door middel van voedingssupplementen, verdwijnt vaak ook het picagedrag. Als men er zeker van is dat het gedrag geen mentale, maar een fysieke oorzaak heeft, is met medicatie succes geboekt. Men dient er overigens op bedacht te zijn dat zelfs wanneer de oorzaak van pica is weggenomen of onderdrukt, de gewoonte tot het gedrag nog steeds bestaat. Met andere woorden, iemand kan zelfs na een voedingssupplement doorgaan met het eten van zand uit gewoonte, omdat hij het immers al jaren doet.
Het eetgedrag zelf kan daarnaast nog bestreden worden. Medicatie kan de drang tot het abnormale eetgedrag verminderen. Gedragstherapie kan eveneens uitkomst bieden. Deze kan bestaan uit het afleiden van de patiënt zodat hij niet uit verveling in zijn oude gewoonte terugvalt, bestraffen van het gedrag en belonen van het nalaten daarvan, het weghouden van de patiënt van de voorwerpen die geconsumeerd worden of aversietherapie. In zeer extreme gevallen, wanneer andere mogelijkheden zijn uitgeput, is het nodig een patiënt in zijn bewegingsvrijheid te beperken om te voorkomen dat hij het gedrag vertoont. Ethische discussies over menswaardige behandeling komen dan om de hoek kijken.

## Varia
- De Franse entertainer Michel Lotito, bekend als "Monsieur Mangetout" leed aan pica en had er zijn beroep van gemaakt.
- De film Swallow gaat over een vrouw met pica.